# 29 Pułk Zmechanizowany
29 Pułk Zmechanizowany (29 pz) – oddział zmechanizowany Sił Zbrojnych PRL i okresu transformacji ustrojowej.
Wchodził w skład 11 Dywizji Zmechanizowanej. Stacjonował w garnizonie Żagań.

## Formowanie i zmiany organizacyjne
W 1949 29 pułk piechoty został przeformowany w 29 zmotoryzowany pułk piechoty (JW 1749) i podporządkowany dowódcy 11 Zmotoryzowanej Dywizji Piechoty. W następnym roku pułk został dyslokowany z Jeleniej Góry do Żagania i przeformowany w pułk zmechanizowany.
Na początku lat 60. XX w. wprowadzono w pułku tzw. „etat pokojowo-wojenny”. W składzie 29 pz znajdowały się: trzy bataliony piechoty zmotoryzowanej, batalion czołgów, artyleria pułkowa; kompanie: łączności, saperów i medyczna oraz plutony: przeciwlotniczy, rozpoznawczy i rozpoznania skażeń. Batalion piechoty zmotoryzowanej miał w swym składzie: trzy kompanie piechoty, kompanię wsparcia oraz pododdziały zabezpieczenia jak: plutony łączności, zaopatrzenia i medyczny oraz drużyna naprawy samochodów. Batalion czołgów składał się z trzech kompanii czołgów, plutonu łączności, plutonu medycznego i drużyny gospodarczej. Artyleria pułkowa posiadała baterię moździerzy i baterię artylerii przeciwpancernej. Pułkowy pluton rozpoznawczy to 4 drużyny rozpoznawcze na opancerzonych samochodach rozpoznawczych oraz 3 czołgi. Stan osobowy pułku zmechanizowanego wynosił 1651 żołnierzy, a zasadnicze uzbrojenie stanowiły: 34 czołgi średnie T-34/85, 3 transportery opancerzone BTR-152, 4 rozpoznawcze samochody opancerzone BRDM-1. Sprzęt artyleryjski to: 6 armat przeciwpancernych 85 mm, 6 dział bezodrzutowych 82 mm, 6 armat przeciwpancernych 57 mm, 6 moździerzy 120 mm i 9 moździerzy 82 mm.
W 1963 na bazie 29 pułku zmechanizowanego utworzono 29 pułk czołgów średnich. 6 maja 1972 pułk otrzymał imię patrona płk. Aleksandra Kowalskiego. 
W 1989 ponownie przeformowany w 29 pułk zmechanizowany. We wrześniu 1991 utracił imię patrona.
13 lipca 1992 przemianowany na 120 Husarski pułk zmechanizowany. W tym samym roku dyslokowany do Świętoszowa. 
30 czerwca 1995 przeformowany w 10 Brygadę Kawalerii Pancernej.

## Dowódcy pułku
- ppłk Władysław Wojnicz (1947 - 1951)
- ppłk Józef Jaworski (1952 - 1954)
- mjr Antoni Wędrzyn (1955 - 1957)
- ppłk Tadeusz Brzozowski (1957 - 1960)
- mjr dypl. Edward Szałapach (1960 - 1961)
- mjr dypl. Czesław Kołosowski (1961 - 1967)

## Struktura organizacyjna

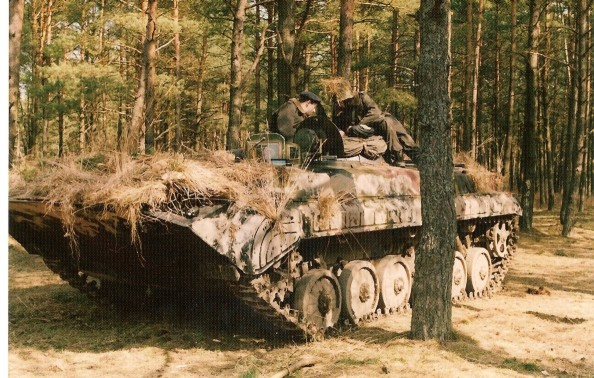
Podstawowy wóz bojowy pułku -(BWP-1)

- Dowództwo i sztab
- kompania łączności
- pluton regulacji ruchu
- 2 bataliony zmechanizowane
- 2 bataliony czołgów
- dywizjon artylerii samobieżnej
- dywizjon przeciwlotniczy
- bateria przeciwpancerna
- kompania saperów
- kompania rozpoznawcza
- kompania zaopatrzenia
- kompania remontowa
- kompania medyczna
- pluton chemiczny